# Pandalus gurneyi
Pandalus gurneyi är en kräftdjursart som beskrevs av William Stimpson 1871. Pandalus gurneyi ingår i släktet Pandalus och familjen Pandalidae. Inga underarter finns listade i Catalogue of Life.